# Kvæfjord
Kvæfjord (en sami septentrional: Giehtavuotna) es un municipio de la provincia de Troms, Noruega. Es parte de la región de Hålogaland Central. El centro administrativo es Borkenes. Otras localidades son Hundstad, Langvassbukta y Revsnes.
En conjunto con Harstad comparten la mayor parte de la isla de Hinnøya en el sur de Troms. Kvæfjord consiste principalmente en montañas y fiordos. Los principales son Kvæfjorden y Gullesfjorden.
Kvæfjord es la cuna del pastel nacional noruego, el Verdens Beste.

## Evolución administrativa

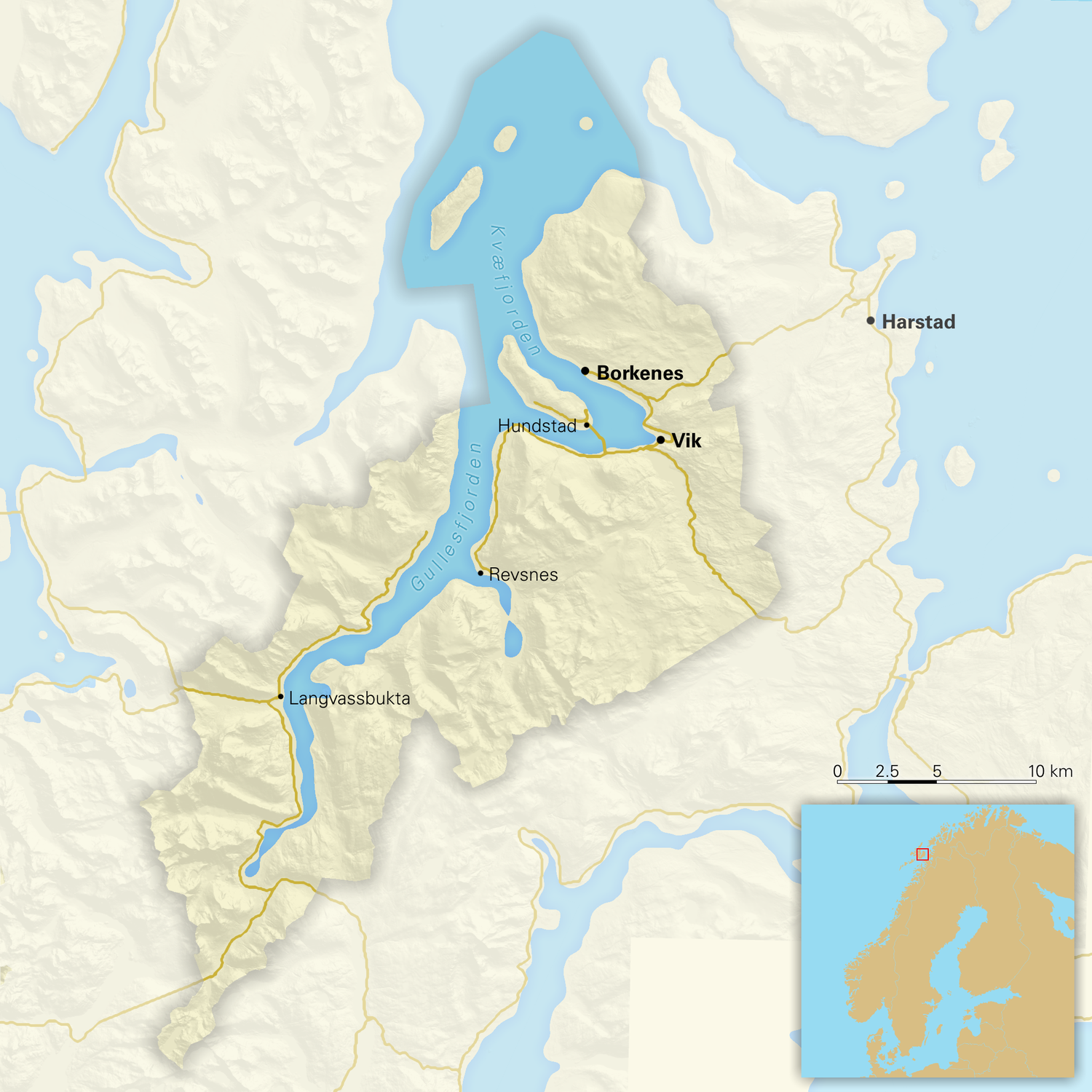
Mapa de Kvæfjord

El municipio ha sufrido pocos cambios a lo largo de su historia los cuales son:
| Año  | Cambio territorial                                      | Población |
| ---- | ------------------------------------------------------- | --------- |
| 1838 | Fundación                                               |           |
| 1956 | Una zona del municipio es cedida a Trondenes            |           |
| 2000 | Un sector del Godfjorden es cedida a Sortland, Nordland |           |

## Etimología
El municipio recibe su nombre del fiordo principal (nórdico antiguo: Kviðjufjǫrðr). El primer elemento es la isla Kviðja (en la actualidad Kvæøya) y el segundo es fjǫrðr que significa «fiordo». Se cree que el nombre de la isla deriva de la palabra kviðr, que significa «vientre» o «estómago». Antes de 1889 el nombre era Kvædfjord.

## Economía

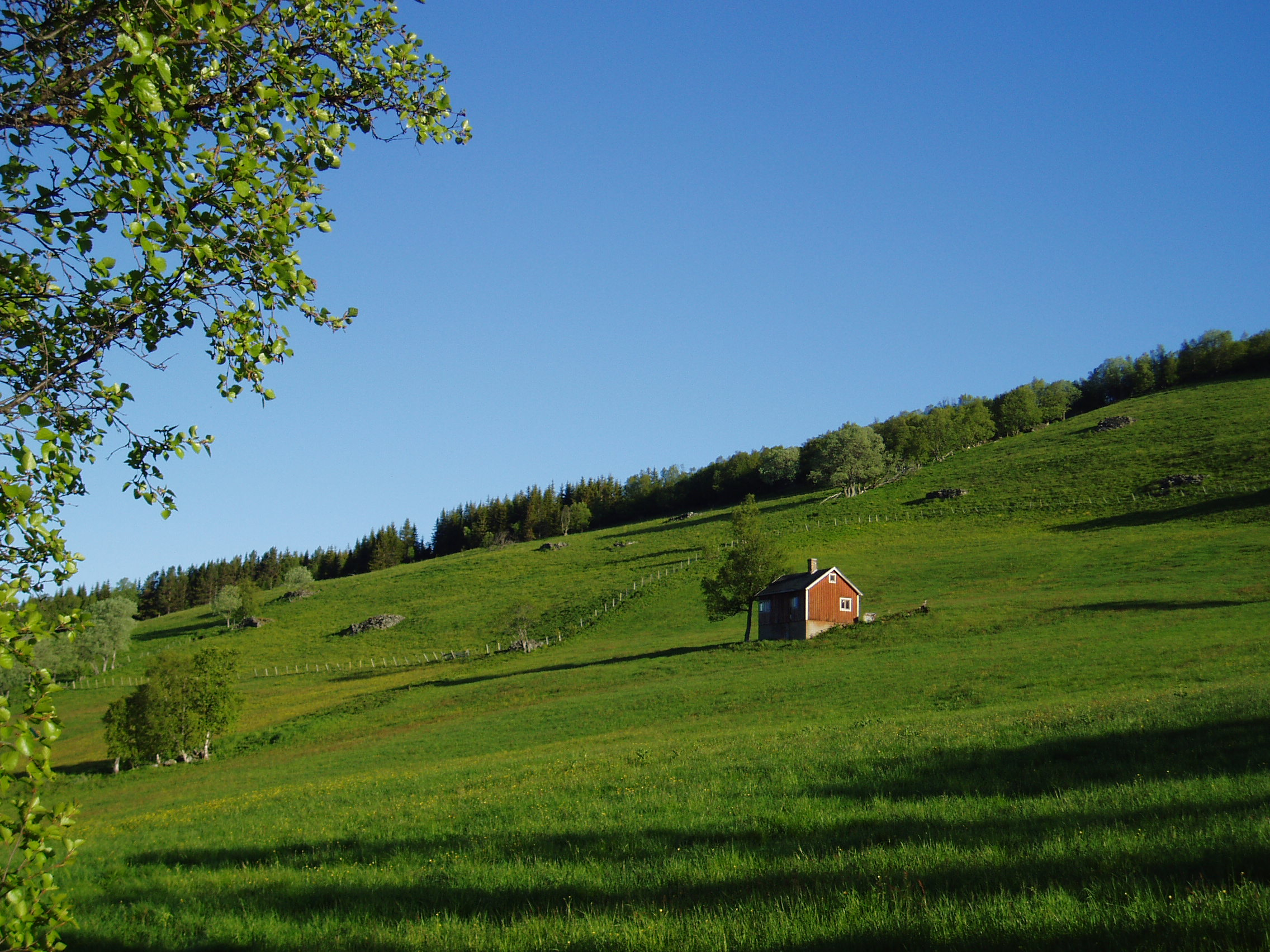
Paisaje de Kvæfjord

El territorio es conocido por la industria agrícola, en especial a la relacionada con las frutillas. Los largos días y veranos fríos favorecen su crecimiento.

## Geografía
Kvæfjord se asienta en la isla de Hinnøya, que se divide en tres ramificaciones del Andfjorden: Gullesfjorden, Kvæfjorden y Godfjorden. La isla de Kvæøya se localiza en el Kvæfjorden, cerca de Borkenes.
El paisaje se formó durante la última glaciación. Cuando el hielo retrocedió, el terreno se levantó 50 m. Hay cuatro caminos que conectan el municipio, dos en dirección norte y uno para el este y sur. El monte Nupen tiene 412 m de alto y se ubica al norte, en el límite con Harstad.

## Gobierno
El municipio se encarga de la educación primaria, asistencia sanitaria, atención a la tercera edad, desempleo, servicios sociales, desarrollo económico, y mantención de caminos locales.

### Concejo municipal
El concejo municipal (Kommunestyre) tiene 23 representantes que son elegidos cada 4 años y estos eligen a un alcalde. Estos son:

### Kvæfjord Kommunestyre 2015-2019
| Partido                            | Número de representantes |
| ---------------------------------- | ------------------------ |
| Partido Laborista                  | 9                        |
| Partido del Progreso               | 3                        |
| Partido Conservador                | 2                        |
| Partido de Centro                  | 4                        |
| Partido de la Izquierda Socialista | 2                        |
| Partido Liberal de Noruega         | 3                        |